# Waltz for Debby (album Moniki Zetterlund i Billa Evansa)
Waltz for Debby – longplay szwedzkiej piosenkarki Moniki Zetterlund oraz amerykańskiego pianisty jazzowego Billa Evansa, nagrany w ciągu czterech godzin 23 sierpnia 1964 roku i wydany 9 grudnia 1964 roku nakładem wydawnictwa muzycznego Philips Records. 
Album został nagrany w European Film Studio w Sztokholmie i wyprodukowany przez Gote’a Wilhelmsona. Do współpracy przy tworzeniu albumu zaproszono amerykańskiego gitarzystę basowego Chucka Israelsa oraz perkusistę Larry’ego Bunkera.
W 1992 roku album notowany był na 29. miejscu szwedzkiego zestawienia sprzedaży Topplistan.
Za dystrybucję albumu odpowiedzialne było przedsiębiorstwo AB Philips-Sonora. Wydawnictwo uznawane jest za najbardziej znany album w karierze Moniki Zetterlund, a sama wokalistka uważała go za „najlepszy, jaki kiedykolwiek nagrała”. W czerwcu 2013 roku wydawnictwo zostało sklasyfikowane przez magazyn muzyczny Sonic jako 9. najlepszy album w historii szwedzkiej muzyki rozrywkowej.
Płyta doczekała się wielu reedycji, między innymi w Szwecji w roku 1973, 1992, 2001 i 2013 (nakładem Sonora i Universal Music), w Japonii w roku 1974, 1989, 1991, 2003, 2005, 2011, czy wydanej przez wytwórnię West Wind Records w Niemczech w 1997 roku.

## Lista utworów
Opracowano na podstawie materiału źródłowego.
Strona A
| 1. | „Come Rain or Come Shine” (muz. Harold Arlen, sł. Johnny Mercer)                | 4:41  |
|    |                                                                                 |       |
| 2. | „Jag vet en dejlig rosa” (skandynawska melodia ludowa)                          | 2:53  |
|    |                                                                                 |       |
| 3. | „Once Upon a Summertime” (muz. Eddie Barclay, Michel Legrand, sł. Jonny Mercer) | 3:03  |
|    |                                                                                 |       |
| 4. | „So Long Big Time” (muz. Harold Arlen, sł. Dory Langdon)                        | 3:49  |
|    |                                                                                 |       |
| 5. | „Monicas vals (Waltz for Debby)” (muz. Bill Evans, sł. Beppe Wolgers)           | 2:47  |
|    |                                                                                 |       |
|    |                                                                                 | 17:13 |
|    |                                                                                 |       |
Strona B
| 1. | „Lucky to Be Me” (muz. Leonard Bernstein, sł. Betty Comden, Adolph Green)  | 3:36  |
|    |                                                                            |       |
| 2. | „Vindarna sucka” (skandynawska melodia ludowa)                             | 3:03  |
|    |                                                                            |       |
| 3. | „It Could Happen to You” (muz. Jimmy Van Heusen, sł. Johnny Burke)         | 3:00  |
|    |                                                                            |       |
| 4. | „Some Other Time” (muz. Leonard Bernstein, sł. Betty Comden, Adolph Green) | 5:35  |
|    |                                                                            |       |
| 5. | „Om natten” (muz. Olle Adolphson, sł. Carl Fredrik Reuterswärd)            | 5:35  |
|    |                                                                            |       |
|    |                                                                            | 20:49 |
|    |                                                                            |       |

## Pozycja na liście sprzedaży
| Kraj    | Notowanie (1992) | Najwyższa pozycja |
| ------- | ---------------- | ----------------- |
| Szwecja | Topplistan       | 29                |